# Рисовка
Ри́совка, или се́рая ри́совка (лат. Padda oryzivora), — вид птиц семейства вьюрковых ткачиков.

## Описание
Рисовка длиной 15—17 см. Оперение верхней части тела и груди голубовато-серое. Макушка и горло чёрные. Большие белые пятна на щеках и очень сильный клюв. Клюв двухцветный. Верхняя и нижняя стороны клюва сильно красные, в то время как границы клюва более светлого цвета, а его вершина белёсая. Глаза коричневые, окружены светло-красным кольцом.
Не существует выраженного полового диморфизма. Единственное отличие самки от самца в том, что поёт только самец.
Оперение верхней части тела молодых птиц тёмно-серое, нижней части тела желтовато-серое. Их клюв чёрный, край века желтовато-серый. Ноги телесного цвета.

## Распространение
Рисовка первоначально обитала только на Яве и Бали, а также Бавеане. Сегодня она встречается во многих тропических странах, в том числе в Калькутте, Мадрасе, Гонконге, Майами и Бангкоке, на Суматре, Гавайях, Молуккских островах, в Малайзии, включая Сингапур, на островах Фиджи Вити-Леву и Вануа-Леву, на Филиппинах, на юге Индокитая и на Тайване. Популяции живут также на восточноафриканском побережье, на Занзибаре и Острове Святой Елены. В то время, как в своей первоначальной области распространения на Яве и Бали вид действительно редок, его распространение благодаря человеку обеспечило ему как виду дальнейшее существование. Популяция вида катастрофически сократилась. В ходе исследований 64-х мест, где обитала рисовка, было найдено лишь 109 особей в 17 местах. Причиной снижения количества птиц является популярность рисовки в качестве комнатной птицы.

## Образ жизни
Местообитание рисовки — это светлые леса с большими лужайками, а также культивируемые земли. Её часто можно наблюдать на окраинах деревень и вдоль дорог. Во время гнездовий стаи распадаются на отдельные пары. Шарообразное гнездо птица строит в густом кустарнике, в дуплах деревьев и под крышами домов. В кладке от 4-х до 7-и яиц,  высиживают которые обе родительские птицы. Птенцы появляются на свет через 13—14 дней и становятся половозрелыми, как правило, через 5—6 месяцев.
Рисовки питаются семенами трав и зерном и вследствие этого иногда становятся вредителями. Они могут налететь большой стаей на рисовые поля и нивы и целенаправленно питаться там зерном из метёлок.

## Рисовка и человек
Рисовка — это традиционная комнатная птица, которую ещё столетия назад содержали в клетках и вольерах в Китае и Японии. Дата, когда птицы впервые появились в Европе, не известна. Предполагается, что птицы уже к концу XVIII века были впервые привезены мореплавателями. Французский орнитолог Вьейо описывает их в начале XIX столетия уже как популярный вид. Признаки одомашнивания выражены у птиц не так сильно, как ожидалось после многовекового содержания в Азии и Европе. Вероятно, это связано с тем, что из-за постоянного ввоза новых птиц получались гибриды декоративных птиц с дикими. Тем не менее, известна форма лейкизма у птиц, содержавшихся в Китае и Японии столетия назад. Интересно, что белые рисовки размножаются в неволе значительно легче, чем птицы природной окраски.